# Primula elatior
Espèce
Classification phylogénétique
La Primevère élevée, ou Primevère des bois (Primula elatior), est une espèce de plantes à fleurs de la famille des Primulacées.
Elle est parfois appelée le coucou des bois.

## Description
C'est une plante herbacée pérenne.
Les pétales sont étalés, soudés à la base, de couleur jaune crème avec une partie inférieure jaune d'or.

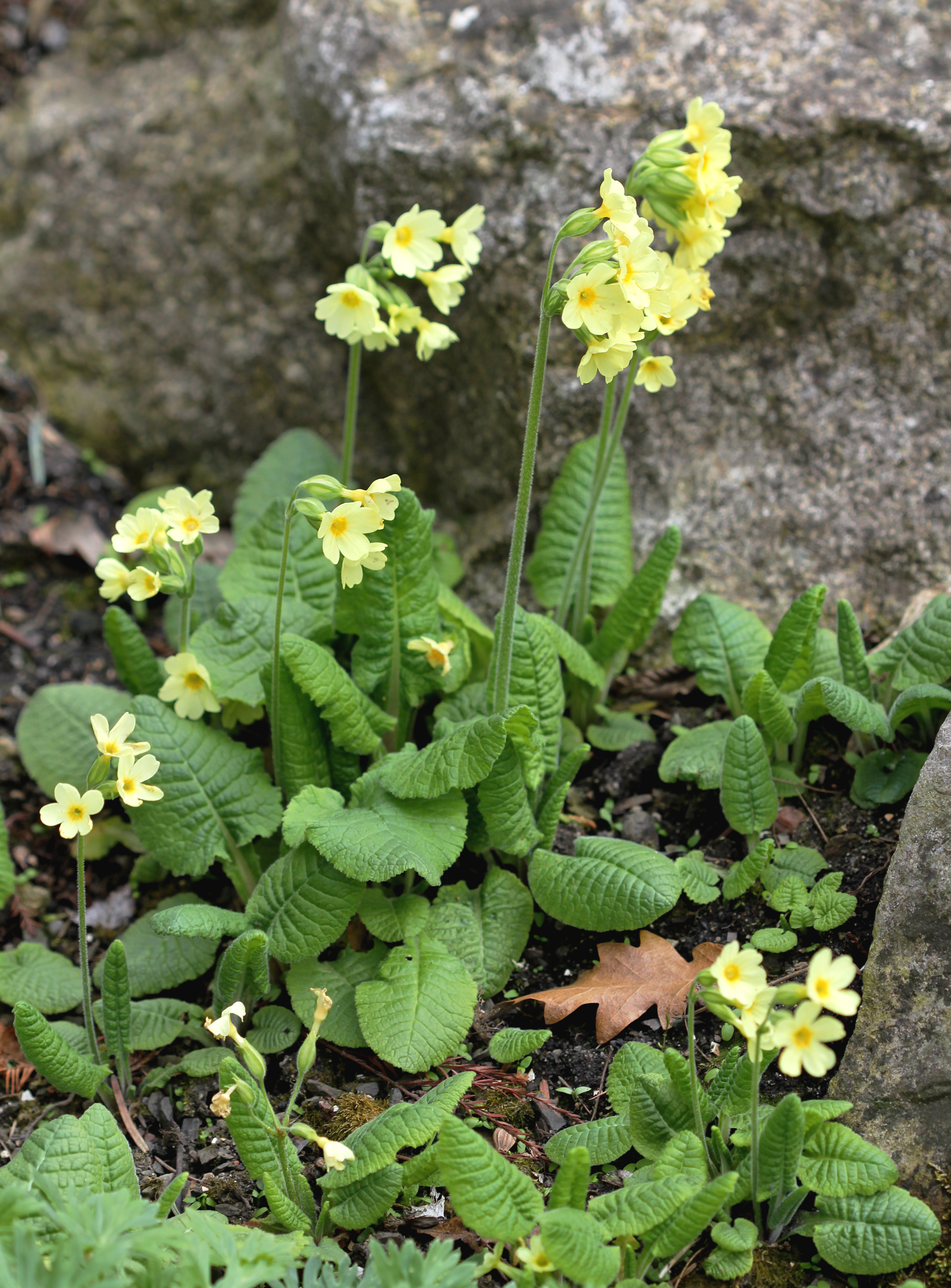
Primula elatior.

## Habitats
C'est une plante de mi-ombre des lisières et sous-bois clairs. Elle tend à régresser dans les forêts trop artificialisées. C'est une espèce à faible pouvoir de dispersion, considérée comme indicatrice de boisements ou forêts anciennes quand elle est abondante. Elle ne se disperse pas au-delà d'une centaine de mètres hors des milieux boisés.

## Répartition
Répandue dans toute l'Europe.

## Sous-espèces
Elle compte cinq sous-espèces :
- Primula elatior elatior
- Primula elatior intricata
- Primula elatior leucophylla
- Primula elatior lofthousei
- Primula elatior pallasii

Elle s'hybride parfois avec Primula vulgaris.
C'est d'ailleurs une des parentes de la primevère cultivée avec la Primevère officinale (Primula veris), la Primevère acaule (Primula vulgaris) et Primula juliae.

## Comestibilité
Les feuilles et fleurs peuvent être consommées crues ou cuites comme  pour la Primevère officinale (Primula veris), la Primevère acaule (Primula vulgaris) et Primula juliae.

## Propriétés médicinales
Ce sont les mêmes que celles de la primevère acaule et de la primevère officinale.
Les fleurs, adoucissantes et calmantes, sont utilisées dans des mélanges pectoraux.
Les feuilles sont anti-ecchymotiques.
Toute la plante et particulièrement la racine ont des propriétés analgésiques, anti-spasmodiques, diurétiques et expectorantes.